# Parque interjurisdiccional marino costero Patagonia Austral
El parque interjurisdiccional marino costero Patagonia Austral es un área natural protegida ubicada al norte del golfo San Jorge entre el cabo Dos Bahías y la isla Quintano, en la provincia del Chubut en Argentina.
Tiene una superficie de 104 812 ha, que incluye una zona marítima -lecho y subsuelo marino- y 42 islas e islotes: islas Arce, Cayetano, Leones, Pan de Azúcar, Tova, Tovita, Cevallos, Viana, Valdez, Quintano, islas Vernaci, islotes Gran Robredo, Rojo y otros.

## Creación y administración
Se acordó su creación el 8 de agosto de 2007 mediante la firma de un tratado entre el Estado nacional y la provincia del Chubut. 

PRIMERA: Crear el Parque lnterjurisdiccional Marino Costero Patagonia Austral, como un espacio de conservación, administración y uso racional de especies marinas y terrestres y sus respectivos hábitat, sometido al manejo conjunto de la Administración de Parques Nacionales y la Provincia del Chubut.
 SEGUNDA: El Parque lnterjurisdiccional Marino Costero Patagonia Austral abarcará la superficie terrestre, marítima (incluyendo el lecho y subsuelo marino) y aérea comprendida dentro de los siguientes límites:
 a) La franja marina existente entre el punto conformado por paralelo 44° 54’ de Latitud Sur y la línea de más alta marea, y el punto conformado por el paralelo 44° 54’ de Latitud Sur y una (1) milla náutica medida desde la línea de más alta marea, continuando hacia el sur por la línea de más alta marea hasta una (1) milla náutica de la costa, hasta el meridiano 66° 43’ de Longitud Oeste. Comprende también el área marina comprendida entre la intersección de los siguientes puntos geográficos: 45° 06’ de Latitud Sur y una (1) milla náutica contada a partir de la línea de alta marea, 45° 06’ de Latitud Sur y 66° 00’ de Longitud Oeste, 66° 00’ de Longitud Oeste y una (1) milla náutica contada a partir de la línea de alta marea. Incluye asimismo las islas comprendidas y adyacentes a la zona del Parque precedentemente delimitada, incluyendo las Islas Leones y Arce, y una (1) milla náutica en derredor de todas ellas. b) La superficie terrestre abarcará una franja de mil quinientos (1500) metros paralela a la costa, contados a partir de la línea de más alta marea, comprendida entre el paralelo 44° 54’ de Latitud Sur hasta el meridiano 66° 43’ de Longitud Oeste.

La provincia del Chubut ratificó el tratado por ley n.º 5668 sancionada el 18 de octubre de 2007 y promulgada el 1 de noviembre de 2007. El Congreso nacional lo ratificó por ley n.º 26446, sancionada el 3 de diciembre de 2008 y promulgada de hecho el 5 de enero de 2009. El parque es un espacio de conservación, administración y uso racional de especies marinas y terrestres y sus respectivos hábitats. Desde 2001 la Fundación Patagonia Natural y Wildlife Conservation Society (WCS) habían comenzado a impulsar su protección.
La administración del parque está dividida en dos sectores, uno a cargo de la Administración de Parques Nacionales y otro del gobierno de la provincia del Chubut:

1) Area bajo responsabilidad de la Administración de Parques Nacionales:
 La franja marina existente entre el punto conformado por el paralelo 44° 54’ de Latitud Sur y la línea de más alta marea, y el punto conformado por el paralelo 44° 54’ de Latitud Sur y una milla náutica medida desde la línea de más alta marea.
 Continuando hacia el Sur por la línea de más alta marea hasta una milla náutica de la costa, hasta el meridiano 66° 43’ de Longitud Oeste. Incluye asimismo las islas comprendidas y adyacentes a la zona del Parque precedentemente delimitada incluyendo las Islas Leones y Arce, y una milla náutica en derredor de todas ellas.
 2) Area bajo responsabilidad de la Provincia del Chubut: Todas las áreas no descriptas en el apartado anterior.

El tratado especifica que no hay cesión de jurisdicciones  entre las partes:

SEXTA: La delimitación prevista en la cláusula CUARTA del presente, así como el accionar de las distintas reparticiones en el ejercicio de las atribuciones que por el presente Tratado se le reconocen a cada jurisdicción, en modo alguno podrá significar el desconocimiento de derechos, concesiones o permisos regularmente, adquiridos por particulares con anterioridad a la firma del presente, sus respectivas prórrogas y autoridad de aplicación. Tampoco implicará cesión de dominio, ni de jurisdicción, ni del poder de policía y fiscalización de ninguna de las partes respecto de la otra.

La parte del parque bajo responsabilidad del gobierno del Chubut incluye la reserva faunística provincial Cabo Dos Bahías, que es una APCM (área protegida costero marina), formando parte del SIAPCM (Sistema Interjurisdiccional de Áreas Protegidas Costero Marinas).
Las acciones necesarias para cumplir los objetivos de creación de parque están a cargo de una comisión de manejo integrada por dos representantes titulares y dos suplentes de la Administración de Parques Nacionales y de la provincia del Chubut (uno de los cuales debe ser de la Secretaría de Pesca provincial) respectivamente. 
Por resolución n.º 126/2011 de la Administración de Parques Nacionales de 19 de mayo de 2011 se dispuso que el parque encuadrara para los fines administrativos en la categoría áreas protegidas de complejidad III, por lo cual en la jurisdicción del Estado nacional tiene a su frente un intendente designado, del que dependen 4 departamentos (Administración; Obras y Mantenimiento; Guardaparques Nacionales; Conservación y Uso Público) y la división de Despacho y Mesa de Entradas, Salidas, y Notificaciones. La intendencia tiene su sede en la localidad de Camarones.

## Objetivos

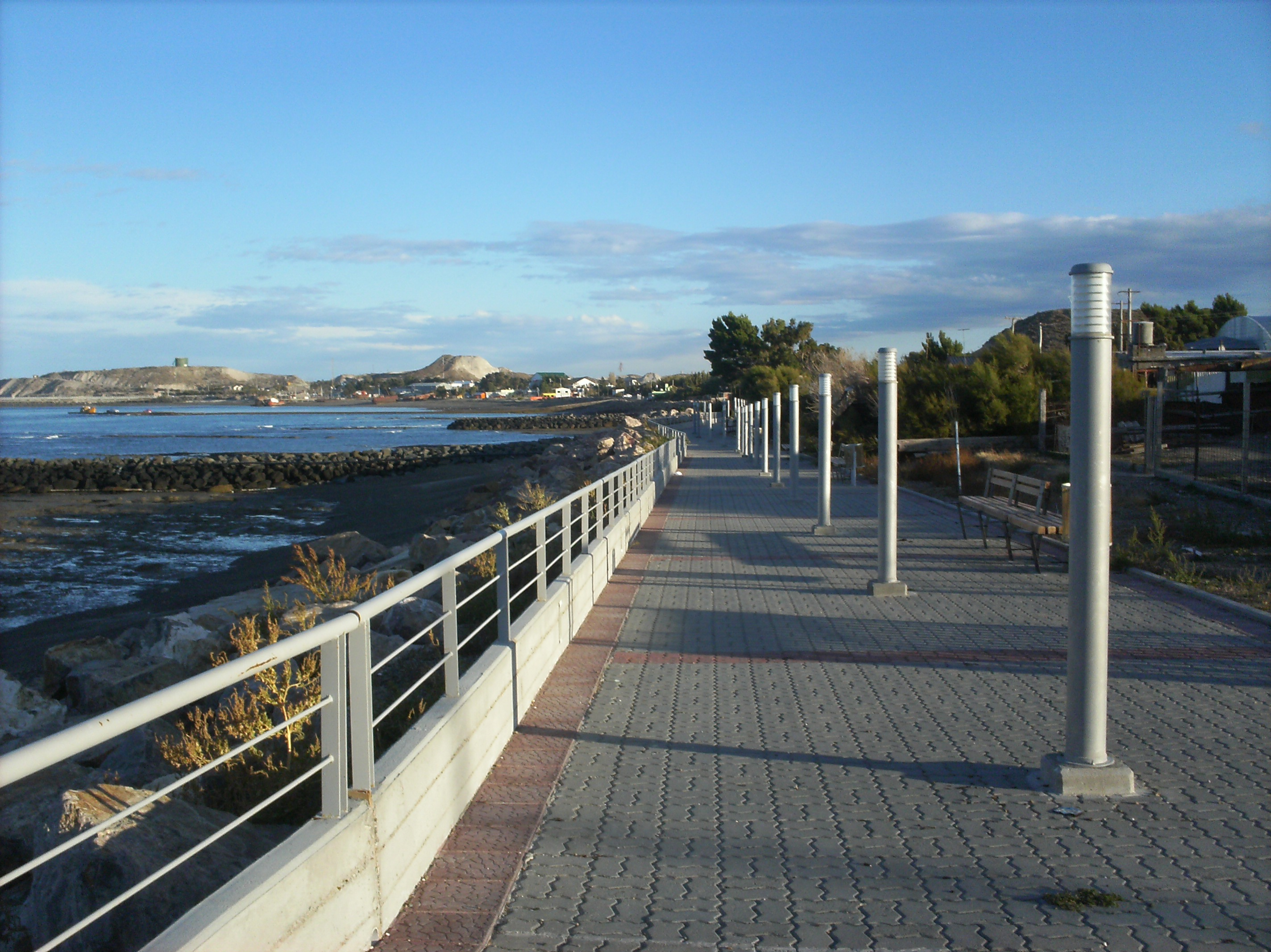
El paseo del barrio Caleta Córdova.

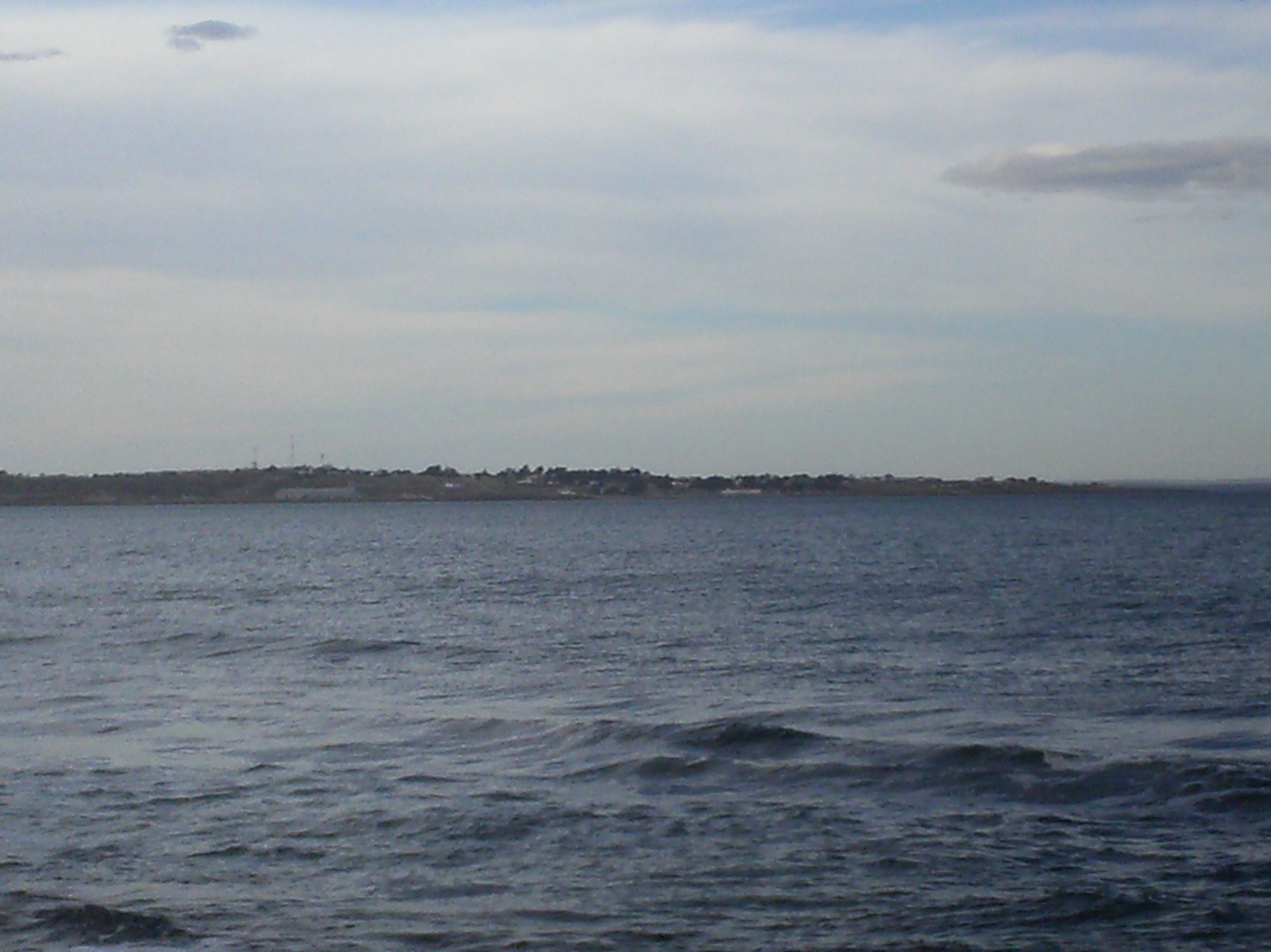
El poblado Camarones desde la playa del cabo Dos Bahías.

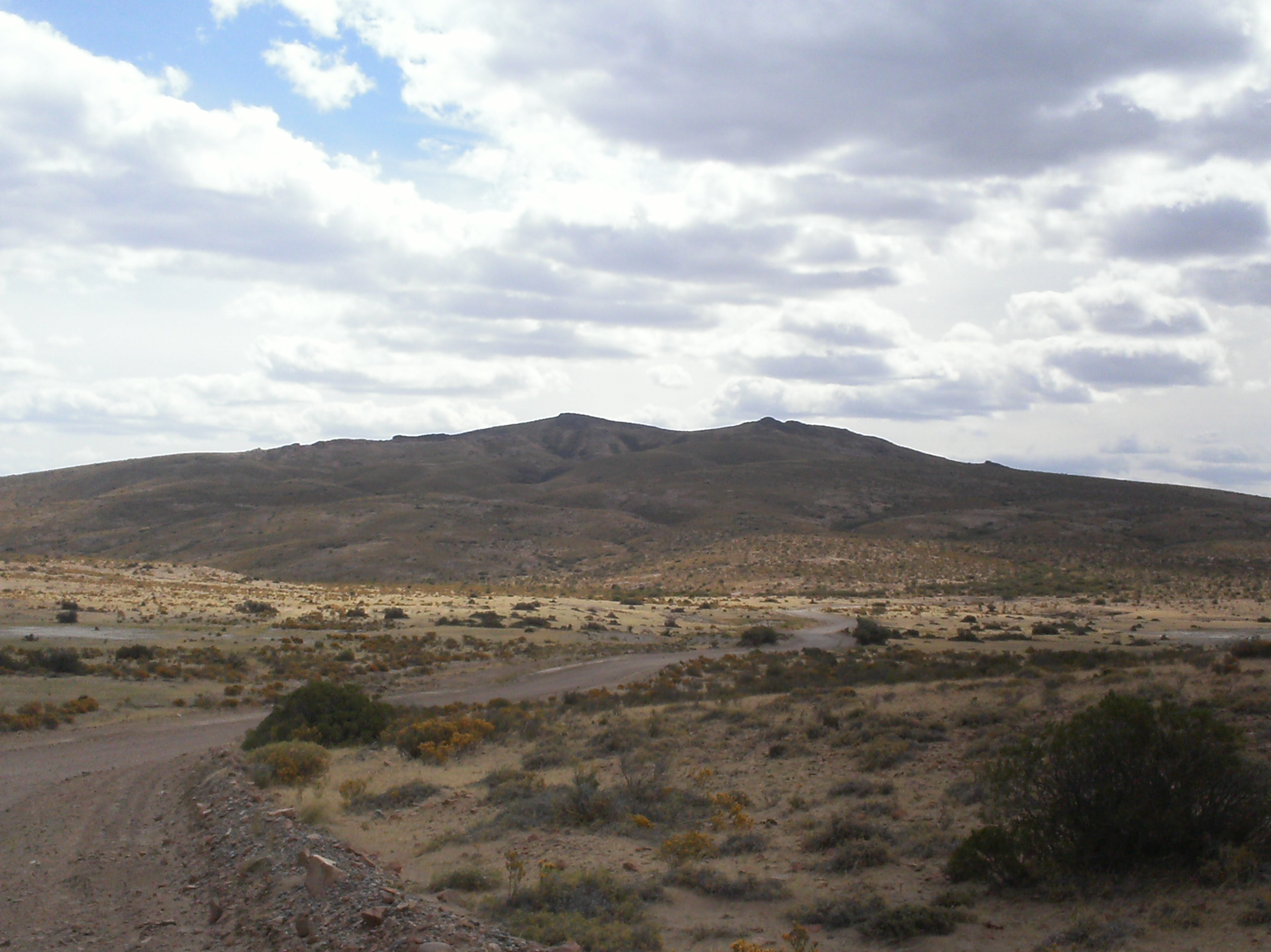
Cerro camino al cabo Dos Bahías, llama la atención sus pastizales, matorrales y arbustos raros para la región.

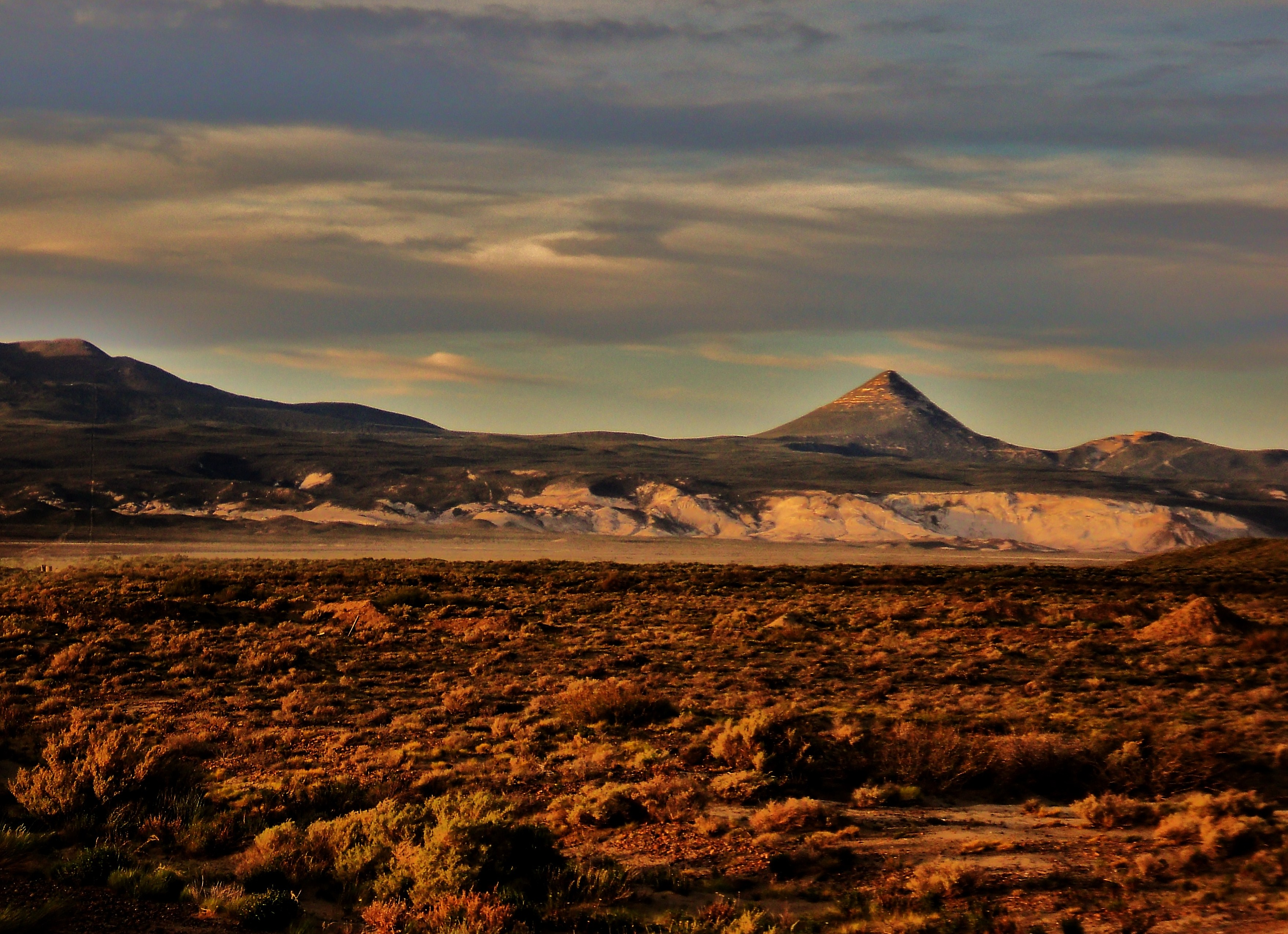
El pico Salamanca próximo a la costa del parque. Nótese la flora esteparia del parque.

Proteger el patrimonio paisajístico, cultural y natural; mantener muestras representativas de los ecosistemas terrestres, costeros y marinos; propiciar y facilitar las investigaciones y monitoreos ambientales; promover las actividades sostenibles compatibles con la conservación del área; concienciar sobre la importancia de conservación y garantizar el uso público de las áreas.

## Fauna

### Aves
De las 16 especies de aves marinas que nidifican en la costa argentina, 13 lo hacen en la zona. Algunas especies: gaviota cangrejera, pato vapor de cabeza blanca, pingüino de Magallanes, cormorán imperial, gaviotín sudamericano, gaviotín pico amarillo, gaviotín real, cormorán de cuello negro, petrel gigante del sur.

### Mamíferos
La zona es hábitat de lobos marinos de un pelo, lobos marinos de dos pelos, elefantes marinos del sur, ballenas, delfines y orcas.

## Acceso
El único acceso al parque es a través de la Ruta Provincial 1 que presenta el problema de no poder comunicar Camarones con Comodoro Rivadavia, con tramos que se pierden en la costa marina o huellas de difícil tránsito. Desde Caleta Córdova el tramo hacia Puerto Visser no existe, aunque hay un proyecto para completarla hasta Camarones. Para 2012 Vialidad provincial trabajó en la elevación de terraplenes con aporte y enripiado parcial del citado tramo logrando unir Rocas Coloradas con Caleta Córdova; de esta manera se consolida el tramo de la ruta 1 que nace en el barrio comodorense 25 de Mayo y culmina en la localidad de Rocas Coloradas.

## Localidades
El parque presenta la particularidad de que no presenta localidades densamente pobladas, aunque está incluido Comodoro dentro del parque, lo hace a través de sus barrios-localidades que forman parte del aglomerado Comodoro Rivadavia-Rada Tilly. No obstante ambas están muy alejadas del centro del aglomerado rodeadas por entornos naturales. Otro dato de interés es que solo cuatro de seis de sus localidades están habitadas.
- Camarones
- Caleta Córdova (Comodoro Rivadavia)
- Caleta Olivares (Comodoro Rivadavia)
- Bahía Bustamante
- Puerto Visser
- Rocas Coloradas

## Turismo
Es un hecho que el parque está atrayendo al turismo local y nacional. El lugar es un punto estratégico para el motocross y las excursiones 4 x 4 que recorren la meseta circundante como las playas. La dificultad de no poseer caminos normales o no existir hace que estos vehículos todo terreno deban abrirse paso por las playas o la estepa de la meseta patagónica. Estas acciones son nocivas para la flora, la fauna y causan erosión del terreno.
Por otra parte, el lugar es frecuentando por pescadores que son atraídos por las grandes cantidades y variedades de tamaño de la fauna marina. Fue aquí en 2009 que dos pescadores pudieron dar con un tiburón gatopardo de 160 kilos. 
También Rocas Coloradas es elegida para el ciclismo todo terreno. Por último la playa de bahía Solana y de la playa El Guanaco Muerto son lugares de cita para quienes deseen disfrutar, en verano, de aguas puras, tranquilas y cristalinas.